# Древо (гурт)
Древо — київський музичний гурт, перший у своєму роді, що розпочав новий напрямок у музичній культурі України, продемонструвавши світові традиційну селянську музику українців як повноцінне й самобутнє мистецьке явище, що не потребує композиторського втручання. 

## Історія гурту
Сформований у 1979 році за підтримки музикознавця-фольклориста, викладача Київської консерваторії Володимира Матвієнка. Керівник гурту — музикознавець-фольклорист, професор Київської консерваторії Євген Єфремов.
"Я почав їздити майже з кожним першим курсом і набирався слухового досвіду, вражень. Мене страшенно захопили експедиції. Саме там я наслухався автентичного виконання пісень і мені було страшенно цікаво переспівати тих бабусь, яких ми чули. Так я став співати, переймати їхню стилістику і манеру виконання" (Є. Єфремов) 
Репертуар «Древа» складається переважно з пісень, зібраних його членами під час етнографічних подорожей. Ліричні та обрядові пісні Полтавщини, Рівненщини, Черкащини, Київщини, Чернігівщини та Сумщини виконуються капелою без музичного супроводу, або з мінімальним. При цьому музиканти намагаються відтворити звучання народної пісні в автентичному вигляді, тобто без композиторської обробки, з усіма агогічними та інтонаційними нюансами її побутування.
У кінці 1990-х — на початку 2000-х за прикладом «Древа» з'явились інші фольклорні ансамблі, що збирали свій репертуар в етнографічних експедиціях та наслідували автентичну манеру виконання — серед них такі гурти як «Божичі», «Кралиця», «Володар», «Буття» та інші.
Назва гурту походить від народної пісні «Ой, у полі древо», записаної Володимиром Матвієнком у селі Крячкі́вка Пирятинського району Полтавської області, що стала візитною карткою цього колективу. Гурт постійно бере участь у фестивалях етнічної музики в Україні та за її межами.

## Первісний склад 1979 року
- Євген Єфремов (керівник)
- Олена Шевчук
- Тетяна Тонкаль
- Валентина Пономаренко
- Поліна Арон
- Олександр Васильєв
- Сергій Ципляєв
- Сергій Каушан

## Інші учасники
У різні роки учасниками гурту були Ірина Клименко, Роман Єненко, Ганна Коропниченко, Сусанна Карпенко, Наталія Сербіна, Тетяна Андреєва та інші фольклорні виконавці.

## Сучасний склад
- Євген Єфремов (керівник)
- Тетяна Сопілка
- Ганна Охрімчук
- Сергій Охрімчук
- Дмитро Полячок
- Олексій Заєць
- Ігор Перевертнюк
- Петро Товстуха
- Юрій Пастушенко
- Ольга Чернишова

## Музичні приклади
- «Ой у полі древо»ⓘ
- «Ой давно, давно»ⓘ

## Дискографія
- 1990 — Пісні рідної землі (аудіокасета). — К.: Кобза, 1990 (разом з ансамблем «Слобожани»)
- 1995 — КОБ-С012: CD — Musiques Traditionnelles d'Ukraine, Partie 2. — Paris: Silex, 1995, CD Y225216 (7 пісень)
- 1997 — Eastern Voices, Northern Shores (1 пісня у вик. «Древо») 'V Music of Eastern Europe. — New York, Ellipsis Art. 1997, CD 3571
- 1998 — Drewo: piesni z Ukrainy. — Warszawa: Koka, 1998, — 028 CD, 035 CD-11
- 2001 — Рай розвився. Християнські мотиви в українському фольклорі. — К., 2001
- 2001 — Опромінені звуки [Разом з тріо О.Нестерова]. — CD 037-S-009-1. — Київ: Симфокар, 2001
- 2002 — Дивосвіт полтавської пісні: Автентичний фольклор України. — NRCU 004. — Київ, 2002 (3 пісні)
- 2002 — Древо: Пісні з України. — Warszawa: Кока 2002, 032CD-8
- 2003 — Зберімося, роде. — Ч. 1: Володар, одчиняй ворота. — OBERIG ХХІ 044-0-021-2. — К., 2003 (разом з гуртом «Володар»)
- 2003 — Ой, давно-давно… / © І. Клименко. — К., 2003 (разом з гуртами «Гуртоправці», «Володар»)
- 2005 — Зберімося, роде. — Ч. 2. / © І. Клименко. — OBERIG XXI 045-0-022-2. — К. 2005 (разом з гуртами «Отава», «Володар», «Дике поле», «Гуртоправці»).
- 2008 — «Ой, там за морями… ДРЕВО: сільська традиційна музика» — CD-аудіоальбом, 2007